# Linnaemya helvetica
Linnaemya helvetica là một loài ruồi trong họ Tachinidae.